# Levant (vânt)

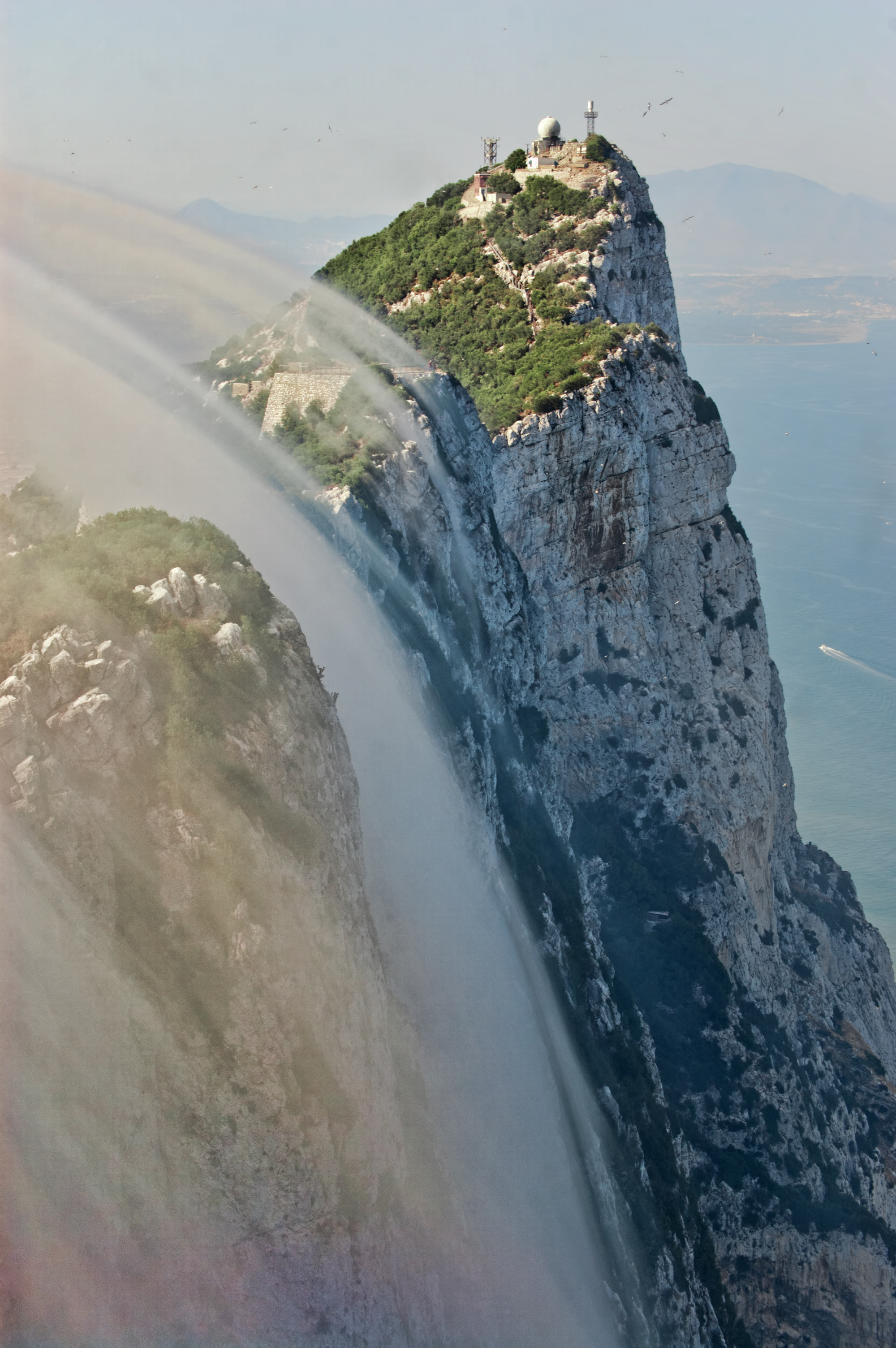
Nor Levant care se formează pe partea de est a Stâncii Gibraltar

Levantul este un vânt cald de tăria 3-5, rareori până la 8. Urmează adesea Mistralul.
Zona de origine este vestul Mediteranei dintre Spania (coasta de est se numește levant) și coasta nord-africană. Vântul de acolo bate din est (vânt de est) în direcția vest. Delimitat de Sierra Nevada la nord și de Munții Atlas la sud, vântul este accelerat și împins prin strâmtoarea Gibraltar, pentru a pierde din nou energie pe Atlantic. Levantul poate fi simțit la intervale neregulate pe tot parcursul anului. De regulă, acest fenomen are loc la fiecare două până la trei săptămâni și durează trei până la cinci zile. Levantul este cel mai puternic între mai și octombrie. Cele mai mari viteze sunt atinse în strâmtoarea Gibraltar.

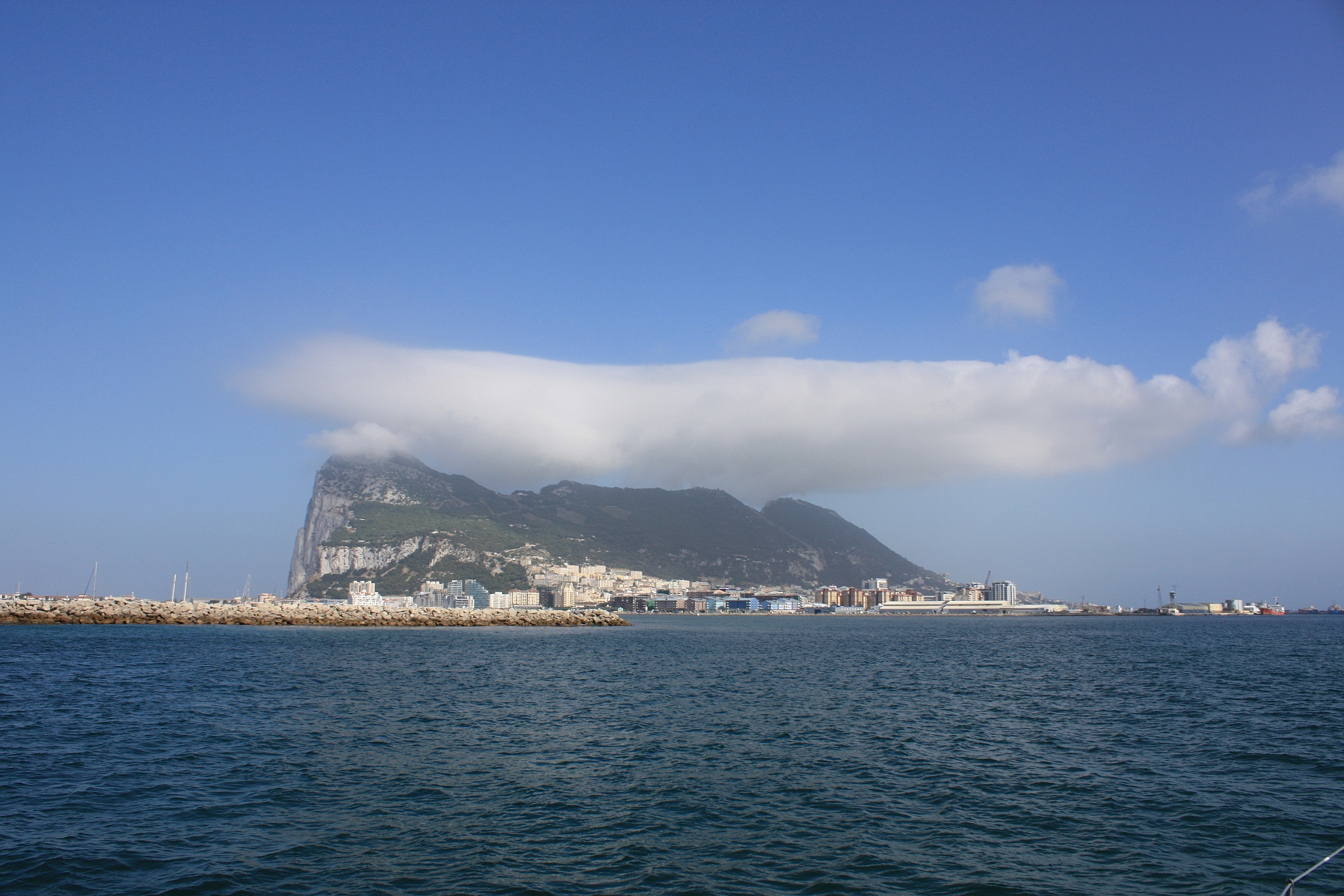
Nor levante deasupra Stâncii Gibraltar

Oponentul lui Levante este ponente, care suflă dinspre vest. Totuși, în comparație cu levante, este mai rece pentru că masele de aer provin din Atlantic. În plus, de obicei atinge viteze mai mici ale vântului decât Levantul.
Surferii și kiterii folosesc acest vânt pe Costa de la Luz, între Tarifa și Cádiz.

## Descriere
Vântul își are originea în centrul Mediteranei și în apropierea Insulelor Baleare și atinge cea mai mare viteză atunci când traversează Strâmtoarea Gibraltar. Vântul aduce ceață și precipitații pe coasta mediteraneeană a Peninsulei Iberice, dar provoacă vreme uscată pe partea de vest a strâmtorii, în special pe coasta atlantică andaluză. Această particularitate are de-a face cu efectul föhn produs de munții sistemelor betice și îi face bine cunoscuți de către locuitorii locali, care îl asociază cu vremea caldă sau vântoasă. În Gibraltar generează formațiuni speciale de nori pe Stâncă, cunoscute în mod obișnuit sub numele de barbas del levante (în română bărbi de răsărit.
Vânturile Levante pot apărea în orice moment al anului, dar sunt cele mai frecvente din mai până în octombrie. Intensitatea sa poate fi foarte variabilă, dar poate fi foarte mare, făcând imposibilă părăsirea navelor din porturile Ceuta, Tarifa, Algeciras și Tanger.